# Thorsted Sogn
 Ikke at forveksle med Torsted Sogn.
Thorsted Sogn er et sogn i Thisted Provsti (Aalborg Stift).
I 1800-tallet var Thorsted Sogn anneks til Sjørring Sogn. Begge sogne hørte til Hundborg Herred i Thisted Amt. Sjørring-Thorsted sognekommune blev ved kommunalreformen i 1970 indlemmet i Thisted Kommune.
I Thorsted Sogn ligger Thorsted Kirke.
I sognet findes følgende autoriserede stednavne:
- Thorsted (bebyggelse, ejerlav)